# Marcelino Torres
Marcelino Torres fue un político peruano. 
Fue elegido por la provincia de Calca como miembro del Congreso General de 1839 que expidió la Constitución Política del Perú de 1839, la quinta de la historia del país, durante el segundo gobierno del mariscal Agustín Gamarra.  